# خوشه ستاره‌ای باز

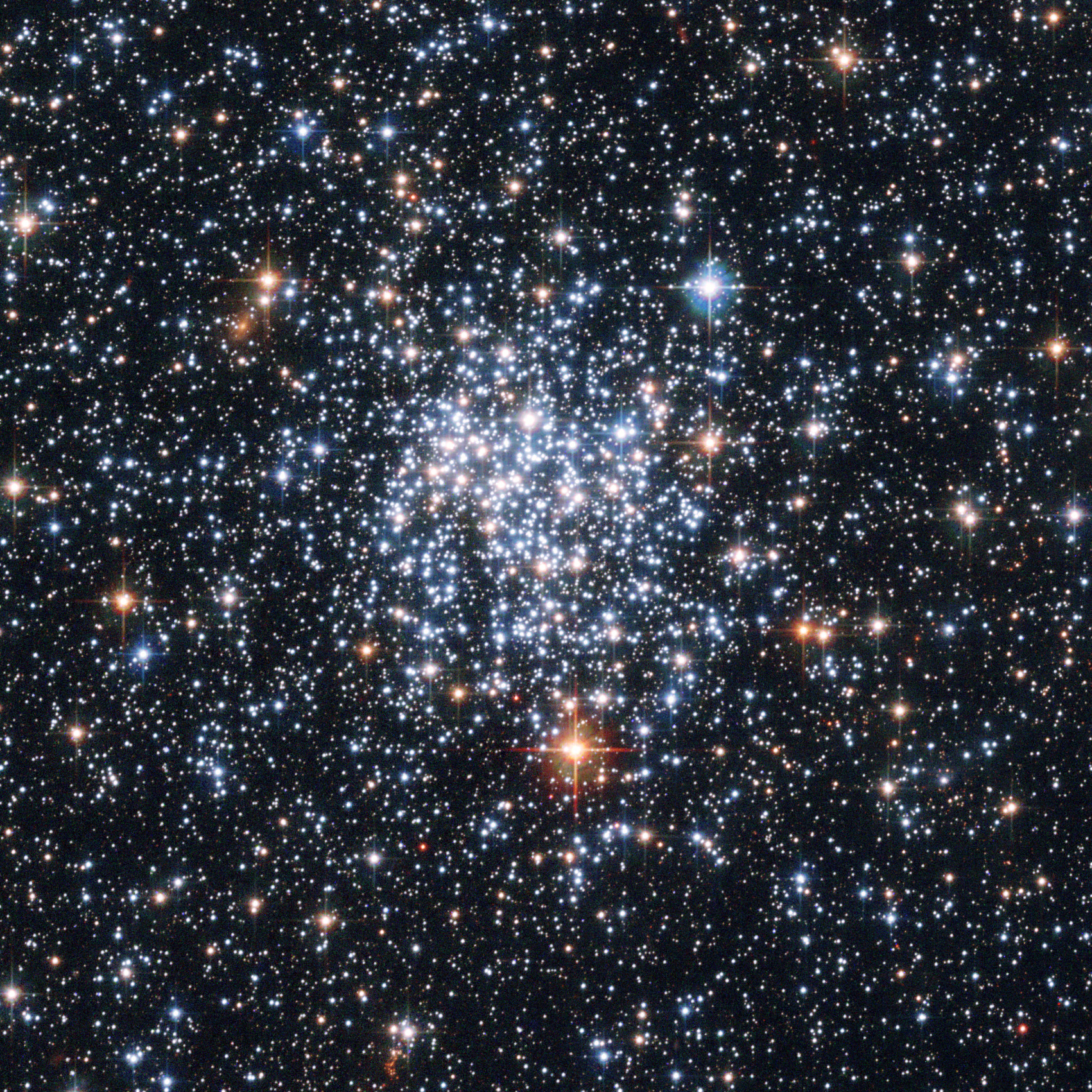
ان‌جی‌سی ۲۶۵ یک خوشه ستاره‌ای باز در یک ابر ماژلانی کوچک

یک خوشه ستاره‌ای باز(به انگلیسی: open cluster) گروه از ستارگان است که از یک ابر ملوکولی به وجود آمده‌اند و غالبا چند صد عضو دارند، و گرانش بین آنها بسیار پایین‌تر است. در مقابل درون خوشه ستاره‌ای کروی گرانش بسیار زیاد است. خوشه‌های ستاره‌ای باز در کهکشان‌های مارپیچی و کهکشان‌های نامنظم بسیار کم پیدا می‌شوند.